# Kurwa Khurd
Kurwa Khurd – wieś w Indiach położona w stanie Uttar Pradesh, w dystrykcie Kanpur Dehat, w tehsilu Akbarpur.
Całkowita powierzchnia miejscowości wynosi 337,62 ha (3,3762 km²). Według spisu z 2011 we wsi znajduje się 420 domów i zamieszkują ją 2 283 osoby.